# Református templom (Aggtelek)
Az aggteleki református templom a falu látképének meghatározó eleme.

## Története
A templom eredetije a 13. században épült, de középkori jellegéből az átalakítások miatt már csak a falfeltáró munkák eredményeként előkerült és kívülről bemutatott nyílások tanúskodnak: egy kapumaradvány és két, félköríves ablak. Az első olyan, nagyobb átalakítás, amiről konkrét feljegyzések maradtak fenn, 18. századi. 1785-ben elbontották a középkori szentélyt, és a hajót kelet felé meghosszabbították. A bejárat előterét is ekkor toldották az északi oldalhoz. A kazettás famennyezet, amit Bede Pál és legényei készítettek, egy évszázadon át a templom fő büszkesége maradt.
Az 1885. évi, az egész falut elpusztító tűzvész után a templomot gyakorlatilag újjá kellett építeni (1861–1864).
Legutóbb 2008-ban újították fel.

## Az épület és berendezése
A fehérre meszelt, oromzatos, nyeregtetős, toronytalan templom műemlék (törzsszáma 957, KÖH azonosító száma 2642).
Az épületbe az északi oldalhoz toldott előtéren át juthatunk be. A tetőteret vakolt, sík mennyezet zárja le. A belső berendezés új, jellegtelen.
A terméskőből rakott kerítés középkori.

## Rendezvények
- Egész évben tartanak esküvőket.